# Slovénie au Concours Eurovision de la chanson 2007
La Slovénie a choisi Alenka Gotar et la chanson Cvet z juga, écrite et composée par Andrej Babic, qui avait concouru pour la Croatie en 2003 et pour la Bosnie-Herzégovine en 2005.

## Présélection
| #  | Interprète(s)              | Chanson                  | Vote 1 | Vote 2 | Place |
| -- | -------------------------- | ------------------------ | ------ | ------ | ----- |
| 1  | Alya                       | Vizija                   | 3971   |        | 12    |
| 2  | Zlati Muzikanti            | Pepelka                  | 6141   |        | 8     |
| 3  | Dean Vivod & Tonus Kitaris | Hitmejker                | 6500   |        | 7     |
| 4  | Nude                       | Element L                | 9136   |        | 5     |
| 5  | Sebastian                  | Naj svet zakrici         | 5567   |        | 9     |
| 6  | Denis                      | Nor sem nate             | 3806   |        | 13    |
| 7  | Don corleone               | Bella mia                | 10596  |        | 3     |
| 8  | Tadeja Fatur               | Drugacna (pesem)         | 1791   |        | 14    |
| 9  | Zablujena Generacija       | Kdo hoce plesati z menoj | 9953   |        | 4     |
| 10 | Žana                       | Druga violina            | 7804   |        | 6     |
| 11 | Alenka Gotar               | Cvet z juga              | 20123  | 44636  | 1     |
| 12 | Steffy & Donald Trumpet    | Zadel si me v živo       | 5193   |        | 10    |
| 13 | Martin Perovic             | Zadeni me                | 4467   |        | 11    |
| 14 | Eva Cerne                  | Cudeži smehljaja         | 20509  | 31324  | 2     |